# Federico Bencovich
Federico Bencovich, auch il Ferigheto dalmatico, Ferighetto oder il Dalmatino, (* um 1677 in Dalmatien; † 8. Juli 1753 in Görz) war ein italienischer Maler und Radierer des venezianischen Barocks. Es bleibt ungeklärt, wann und wo er genau geboren wurde. Er starb im Alter von 76 Jahren. Als Geburtsort finden sich die unterschiedlichsten Angaben, neben Venedig, auch Ragusa, Sibenik oder Inseln in Dalmatien.

## Leben
Bencovich begann seine Studien zunächst in Venedig und ging von dort aus nach Bologna, wo er ein Schüler Carlo Cignanis wurde und sich sehr mit den Werken Antonio da Correggios beschäftigte und besonders von Giuseppe Maria Crespi geprägt wurde. Nach seiner Rückkehr nach Venedig traf er auf die Malerin Rosalba Carriera, die seine Schülerin wurde und mehrere Miniaturen nach seinen Zeichnungen ausführte. Bencovich unternahm Reisen nach Mailand und hielt sich 1703 in Wien auf. In Venedig fertigte er für den Mainzer Kurfürsten und Bischof von Bamberg Lothar Franz von Schönborn vier Gemälde für dessen Galerie in seinem neu errichteten Schloss Weißenstein und trat um 1715 in dessen Dienste ein. Diese Bildnisse waren Hagar und Ismael in der Wüste, Die Opferung der Iphigenie, Die Opferung Isaaks und Apollon häutet Marsyas. 1716 besuchte er erneut Wien und hielt sich danach zwischen 1725 und 1728 in Venedig auf, wo ein Bildnis des seligen Pietro Gambacorti für die Kirche S. Sebastiano malte. Am 6. Dezember 1733 hielt er sich wieder in Wien auf, von wo aus er mit Rosalba Carriera in Briefkontakt stand. Am 22. Mai 1734 wurde er von Friedrich Karl von Schönborn, Fürstbischof von Würzburg und Bamberg, zum Hof- und Hausmaler ernannt. Dieser erteilte ihm den Auftrag zwei Altarbilder die Unbefleckte Empfängnis und ein Bildnis des Erzengels Michael anzufertigen. Es folgten noch weitere Aufträge, doch schienen seine Werke bald nicht mehr den Ansprüchen zu genügen und er verarmte mehr und mehr. Zuletzt zog er sich nach Görz zurück, wo er schließlich starb.

## Werke (Auswahl)
Aufgrund seiner starken Hell-Dunkel-Kontraste zählt Bencovich zu den Malern des Tenebrismus. Seine Malweise beeinflusste Maler wie Giovanni Battista Piazzetta oder Giovanni Battista Tiepolo sowie die österreichische Malerei.

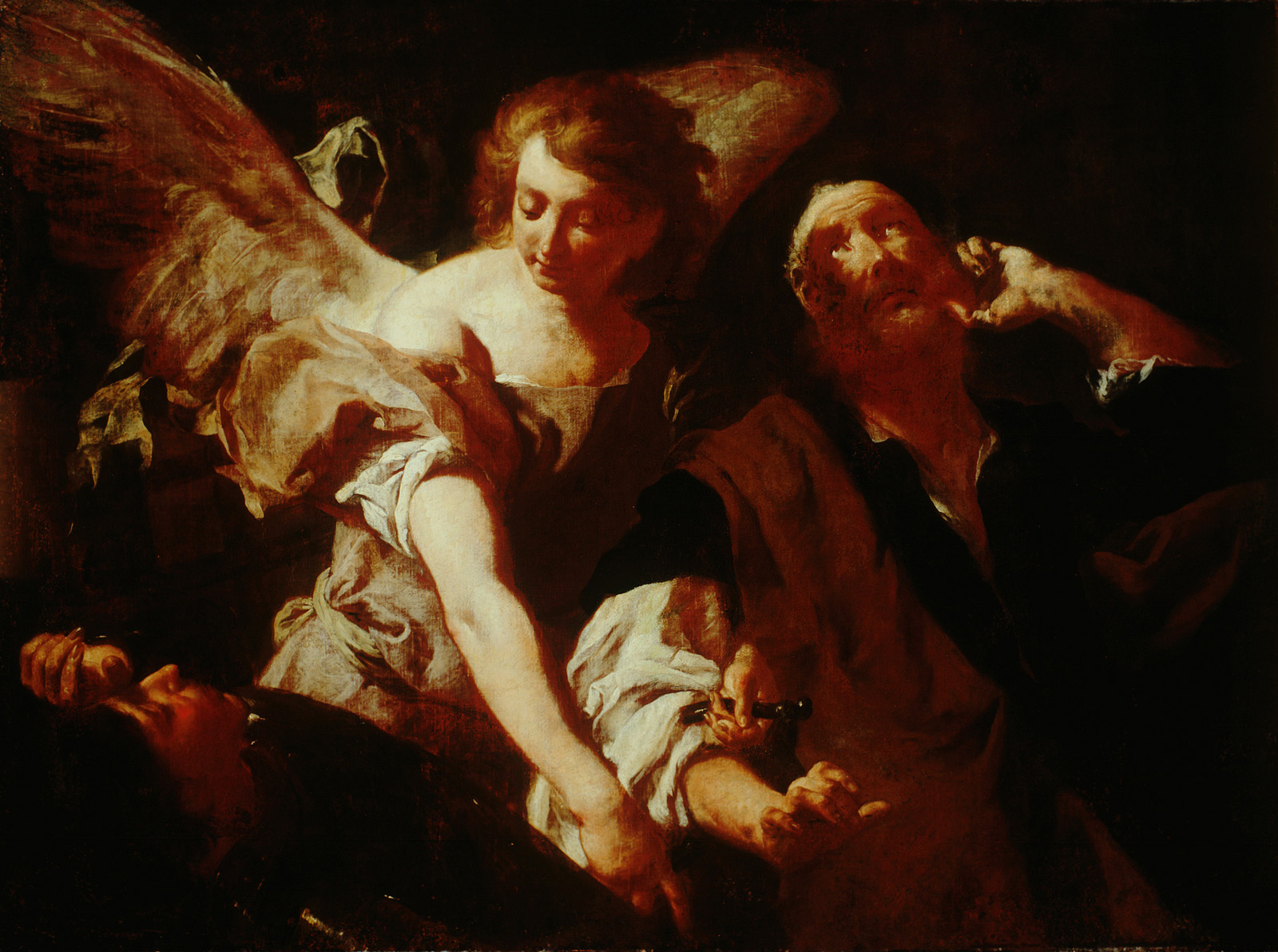
Rettung des Heiligen Peter aus dem Gefängnis, Slowenische Nationalgalerie

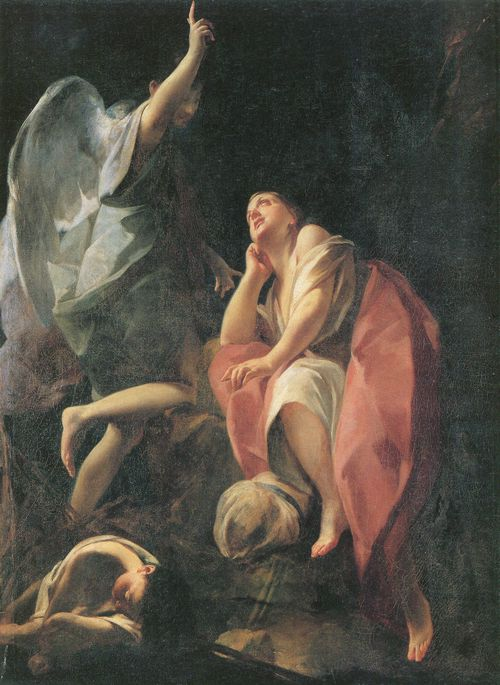
Hagar und Ismael in der Wüste, Schloss Weißenstein
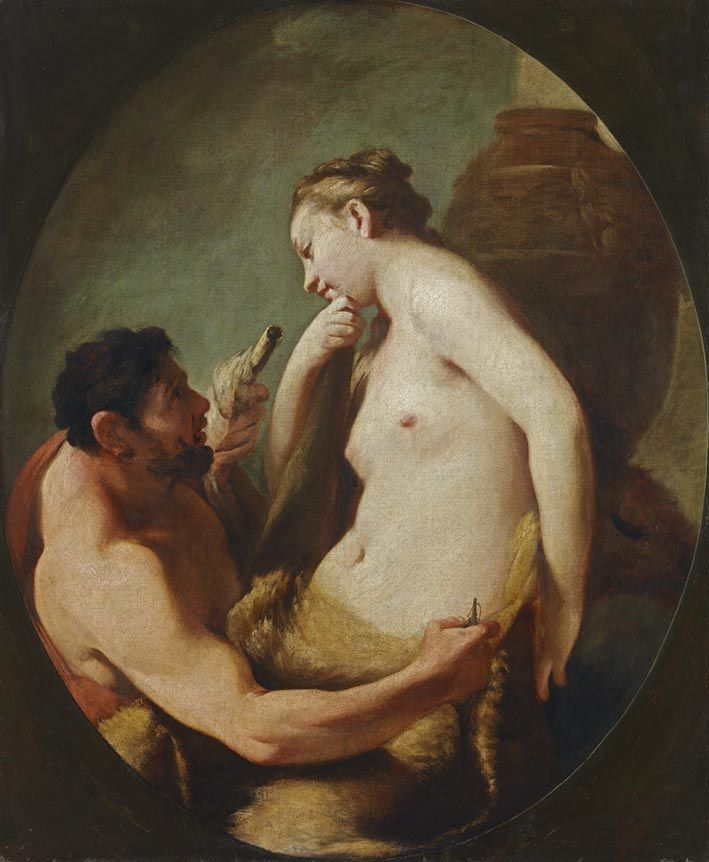
Herkules und Omphale, Staatsgalerie Würzburg
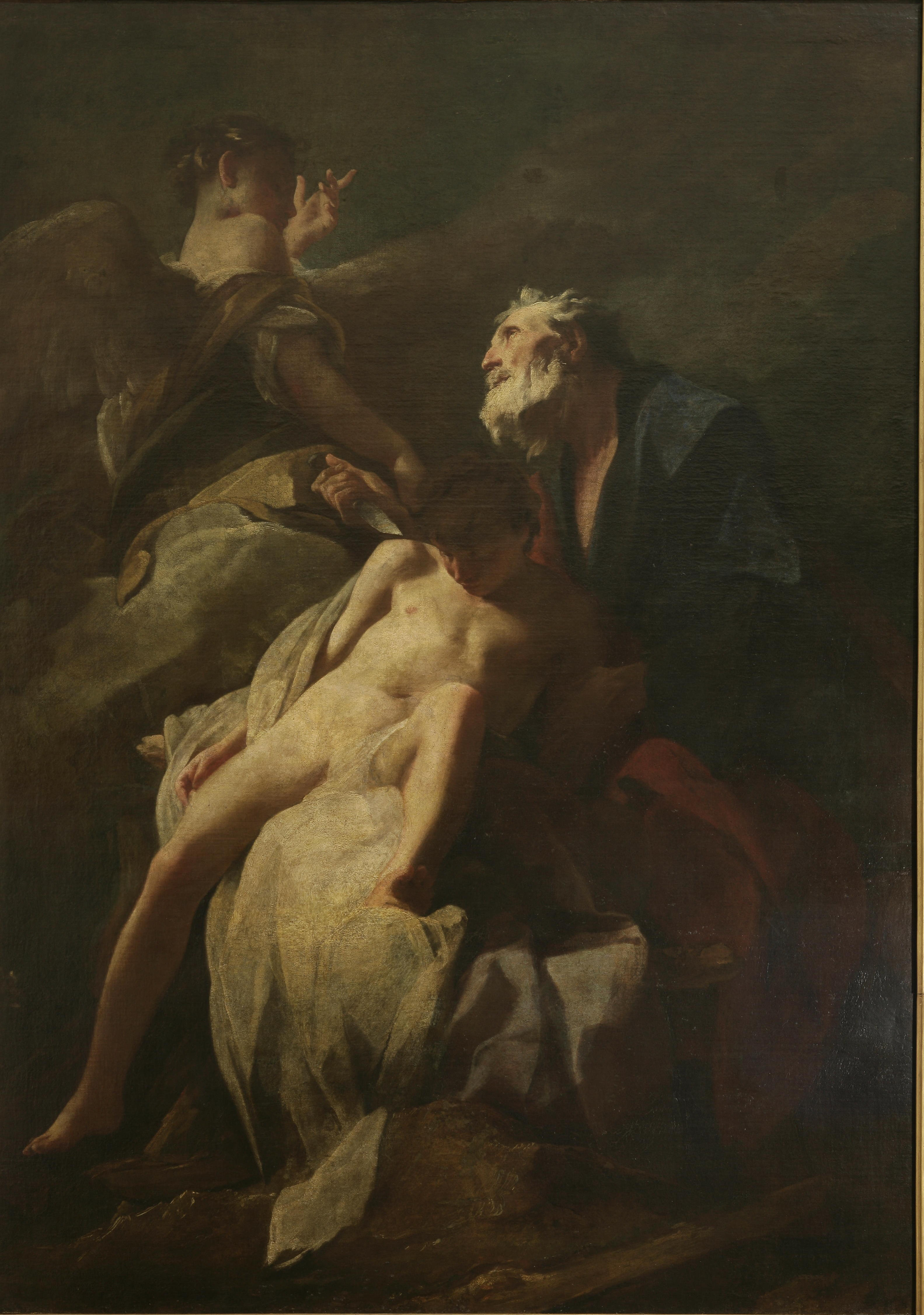
Abraham opfert Isaak
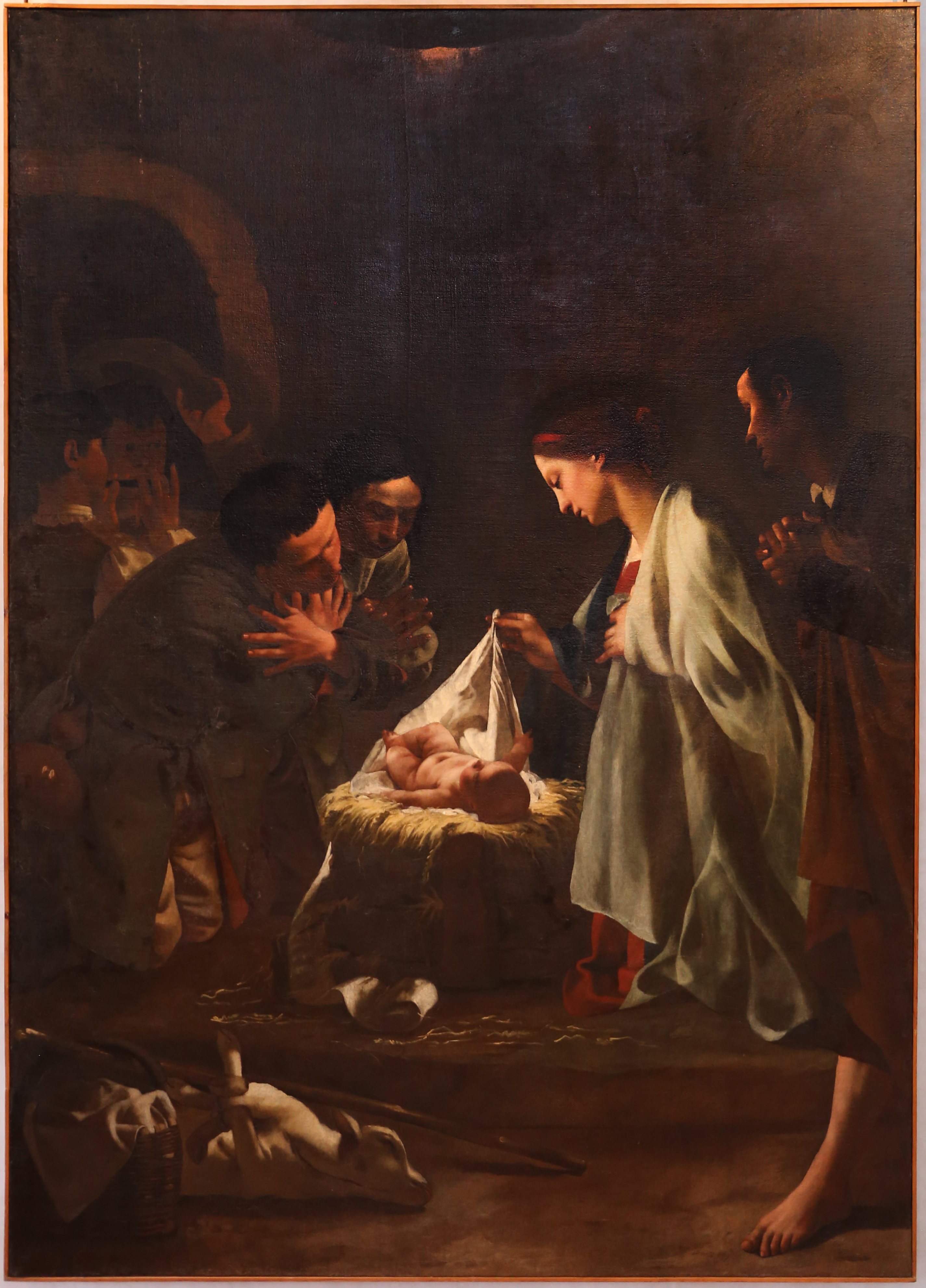
Anbetung der Hirten, Museo Civico di Castelvecchio, Verona